# Barbus haasi
Barbus haasi är en fiskart som beskrevs av Mertens 1925. Barbus haasi ingår i släktet Barbus och familjen karpfiskar. IUCN kategoriserar arten globalt som sårbar. Inga underarter finns listade.

## Bildgalleri

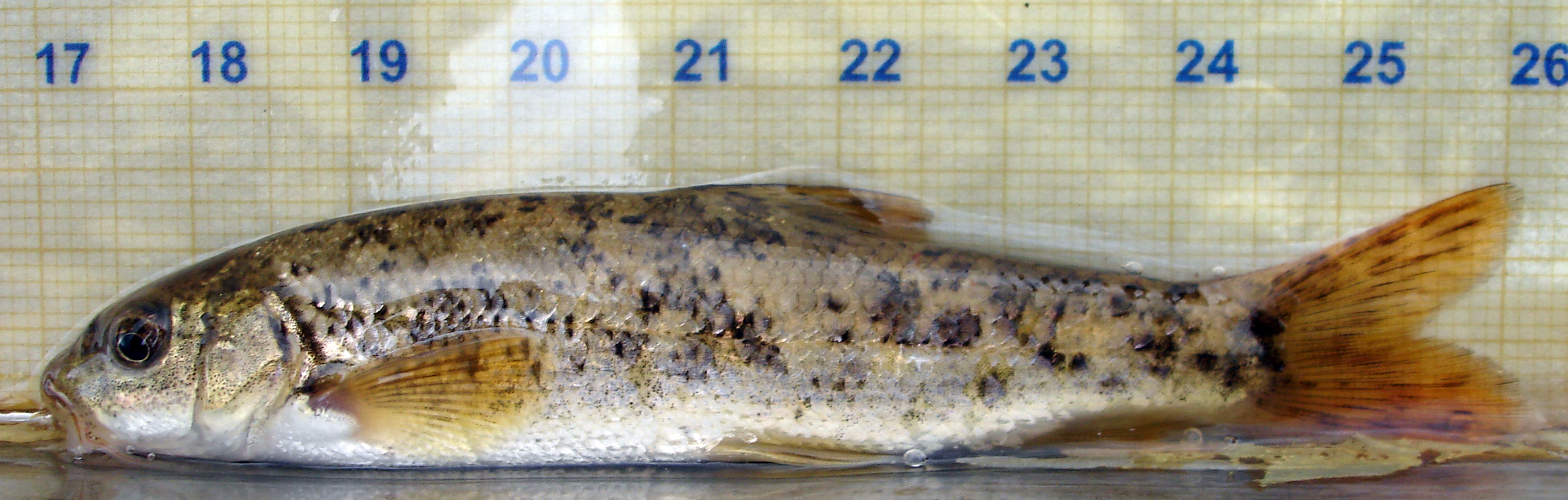
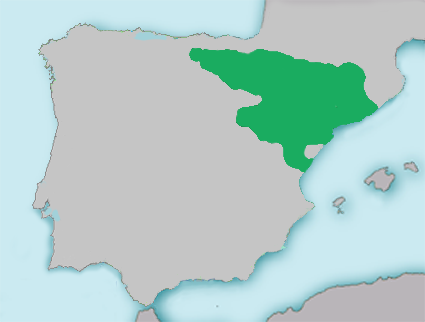